# Mazaea granulosa
Mazaea granulosa är en insektsart som beskrevs av Carl Stål 1876. Mazaea granulosa ingår i släktet Mazaea och familjen gräshoppor. Inga underarter finns listade i Catalogue of Life.